# Sendrisoa
Sendrisoa – gmina wiejska (kaominina) na Madagaskarze, w regionie Haute Matsiatra, w dystrykcie Ambalavao. W 2001 roku zamieszkana była przez 11 554 osoby. Siedzibę administracyjną stanowi Sendrisoa. Jest jedną z 17 gmin dystryktu.
Na obszarze gminy funkcjonują m.in. szkoła pierwszego stopnia oraz szkoła drugiego stopnia pierwszego cyklu. 98% mieszkańców trudni się rolnictwem, natomiast 2% pracuje w usługach. Produktami o największym znaczeniu dla lokalnej gospodarki są ryż, maniok, orzechy arachidowe oraz wilec ziemniaczany. Poniżej 5% rolników stosuje przy uprawach nawozy mineralne. Pogłowie bydła w 2001 r. liczyło 6530 sztuk.
Przed wprowadzeniem nowego podziału administracyjnego Madagaskaru w 2007 r. gmina znajdowała się w prowincji Fianarantsoa.
Gmina położona jest w strefie czasowej UTC+03:00.